# Jardín Botánico y Zoológico Municipal de Fukuoka

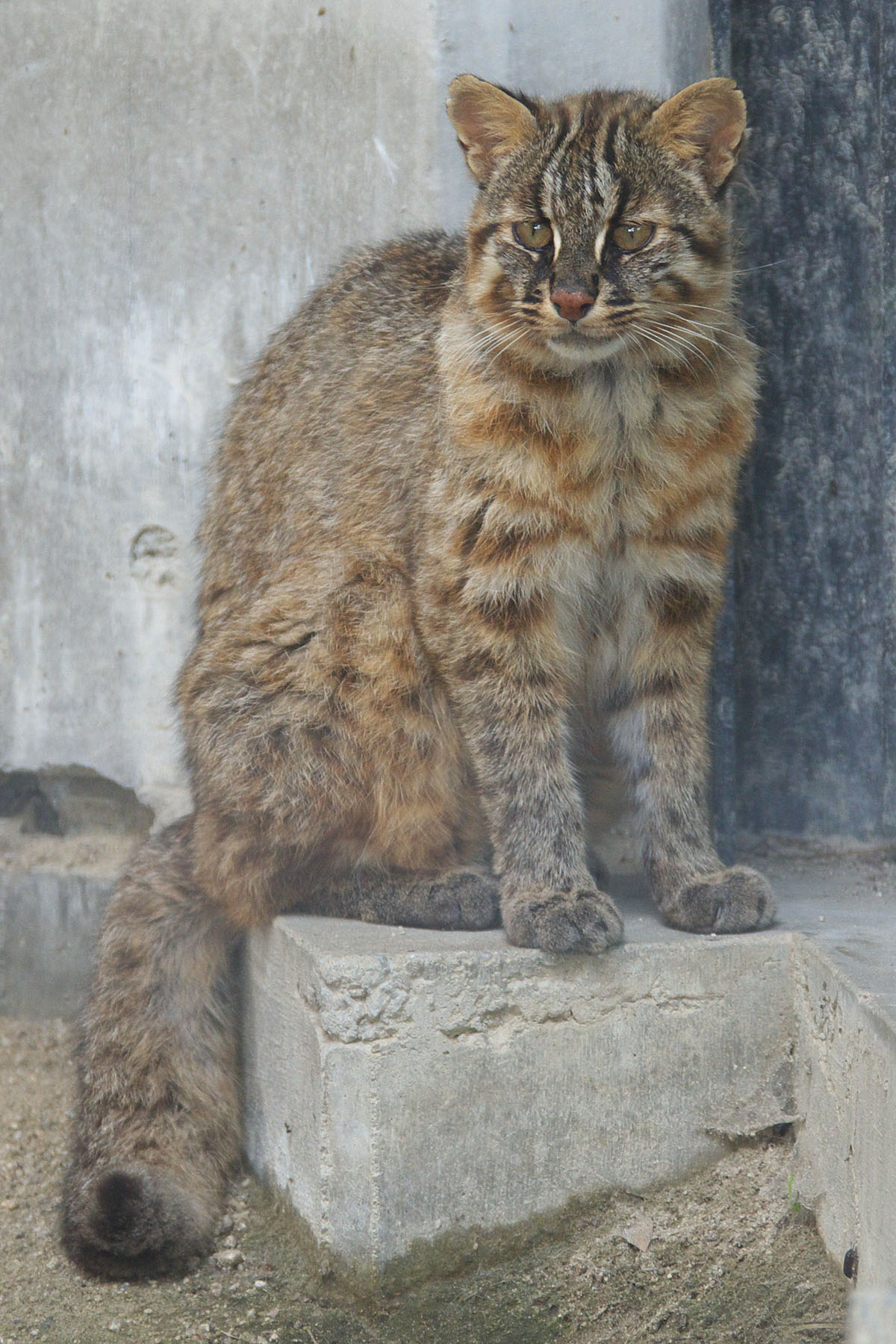
El gato Tsushima que se encuentra en el zoo Fukuoka.

El Jardín Botánico y Zoológico Municipal de Fukuoka (en japonés 福岡市動物園, Fukuoka-shi Dōbutsuen) es un zoológico y jardín botánico que se encuentra en Fukuoka, Japón. Su código de identificación internacional es FUKUO.

## Localización y horario
- Fukuoka Municipal Botanical Garden

1-1 Ozasa 5 Chome, Chuo-ku, Fukuoka City, 
Fukuoka, Japón
- Teléfono:
- Abren diariamente excepto los jueves y hay que pagar una tarifa de entrada.

## Historia
El zoológico fue creado en 1953. En el acondicionamiento del recinto se ha ajardinado con numerosas especies de plantas tanto arbóreas como herbáceas así como varios invernaderos.

## Colecciones
El jardín botánico contiene actualmente unas 1300 especies de plantas de exterior en su mayor parte del Japón, repartidas por todo el recinto. 
Los invernaderos contienen unas 1.200 especies de plantas entre las que se incluyen orquídeas, helechos, y cactus.